# Matt Bishop
Matt Bishop (* 25. Dezember 1962 in London, England) ist ein englischer Journalist, Autor, Schriftsteller und PR-Manager.

## Leben
Bishop wurde in London als Sohn von Bernardine Bishop (1939–2013), einer englischen Schriftstellerin, Lehrerin und Psychotherapeutin, und dem amerikanischen klassischen Konzertpianisten Stephen Kovacevich geboren. Bernardine Bishop, eine Autorin von fünf Romanen, die für den Costa Novel Award 2013 nominiert wurde, starb im Juli 2013 an Darmkrebs.
Matt Bishops Großmutter war Barbara Wall (geb. Lucas, 1911–2009), eine englische Journalistin, Autorin, Schriftstellerin und Friedenskämpferin. Seine Ururgroßtante war Viola Meynell (1885–1956), eine englische Autorin, Schriftstellerin und Dichterin, und seine Ururgroßmutter war Alice Meynell (1847–1922), eine englische Autorin, Dichterin und Suffragistin.
Nachdem er 1981 die Cardinal Vaughan Memorial School in Holland Park abgeschlossen hatte, wurde nicht als Londoner Busfahrer angenommen und arbeitete dann bis in die 1990er Jahre als Buchmacher, Wettbüro-Manager und Taxi-Fahrer. Dann fing er an freiberuflich zu arbeiten als Autor für Sporting Life und bewarb sich dann an einer Universität, um Psychologie zu studieren.
Nach einem Jahr brach er seine hauptberufliche Karriere als Autor beim Car Magazine ab. 1993 wurde er Feature-Editor. Im September 1995 wechselte er als stellvertretender Redakteur und dann als stellvertretender Redakteur zum Focus Magazine, bevor es zum F1 Racing-Magazin (jetzt GP GP) umbenannt wurde. Er arbeitete dort bis zum September 2007. F1 Racing war das meistverkaufte Formel-1-Magazin, das während der Amtszeit von Bishop weltweit 1,25 Millionen Exemplare verkaufte.
Nach der Spionageaffäre in der Formel 1 2007, die dazu führte, dass das McLaren-Formel-1-Team mit einer Geldstrafe von 100 Millionen US-Dollar belegt wurde, wurde Bishop vom McLaren-Vorsitzenden Ron Dennis als Kommunikationsdirektor des Unternehmens eingestellt. Er verließ McLaren im Juli 2017. Anschließend nahm er sich ein Sabbatjahr, um seinen ersten Roman The Boy Made the Difference (veröffentlicht 2020) zu schreiben, bevor er 2018 als Mitglied des Senior Leadership Teams der W Series zur PR-Arbeit im Motorsport zurückkehrte.
Zu Beginn von Bishops Amtszeit als Herausgeber von F1 Racing erzielte das Magazin einen bemerkenswerten Erfolg, indem es das Bremslenksystem des McLaren MP4 / 12 enthüllte, eine Innovation, mit der Fahrer die Hinterräder unabhängig von der Vorderachse bremsen und das Auto verändern konnten. Es wurde später nach Protesten von Ferrari verboten.
Als Chefredakteur von F1 Racing schrieb Bishop auch Kolumnen für Autosport und Autosport.com mit den Titeln „Praise Be!“ Und „From the Pulpit“.
Bischof schrieb die Autobiographie des Doppel-Formel-1-Weltmeisters Emerson Fittipaldi, Emmo: a Racer’s Soul, die 2014 von der Haymarket Media Group veröffentlicht wurde. Er machte dies über Ghostwriting.
The Boy Made the Difference, Bishops Debütroman, thematisiert die HIV / AIDS-Krise der späten 1980er und frühen 1990er Jahre. Eine fiktive Geschichte über eine fiktive Familie, die im Nordwesten Londons, den Davises, lebt. Sie basiert auf Bishops Erfahrungen als freiwilliger Helfer für den London Lighthouse, dem damals größten HIV / AIDS-Zentrum der Welt.
Am 10. Dezember 2020 wurde bekannt gegeben, dass Bishop vom Aston Martin F1 Team ab 2021 als Chief Communications Officer eingestellt wurde.

## Privates
Bishop ist homosexuell, spricht seit vielen Jahren direkt über LGBTQ+-Probleme und ist Gründungsbotschafter von Racing Pride, einer Bewegung, die mit Stonewall entwickelt und im Juni 2019 ins Leben gerufen wurde, um die Inklusivität von LGBTQ+ in der Motorsportbranche zu fördern. Bishop lebt mit seinem Ehemann Angel Bautista, einem Koch und Maskenbildner, in London.
U

## Engagement
Matt Bishop arbeitet seit vielen Jahren bei einer freiwilligen Spendenaktion für die Kinderkrebs-Wohltätigkeitsorganisation CLIC Sargent mit, die 2007 von Ex-Formel-1-Teamchef Eddie Jordan als Wohltätigkeitsorganisation eingeführt wurde. Alle Einnahmen aus dem Verkauf von The Boy Made the Difference, Bishops erstem Roman, gehen an CLIC Sargent.

## Werke

### Biographien
- Emmo: a Racer’s Soul (mit Emerson Fittipaldi, 2014)

### Novellen
- The Boy Made the Difference (2020)